# Червоний терор у Сімферополі
Червоний терор у Сімферополі — червоний терор, який проводився в Сімферополі в 1917—1921 роках у періоди становлення та панування Радянської влади. Історики виділяють два особливо сильні сплески терору: перший — взимку 1917—1918 років, у перші місяці після Жовтневого перевороту; другий — з листопада 1920 по кінець 1921 років, після закінчення Громадянської війни у Криму.

## Терор зими 1917—1918 років
У Сімферополі розташовувалися ті сили Криму, які вирішили йти на збройне протистояння з прихильниками встановлення в Криму радянської влади — Рада народних представників (крайовий уряд), Курултай (національний орган кримських татар) та Об'єднаний кримський штаб — штаб збройних формувань, які визнавали владу РНП переважно з національних кримськотатарських частин — «ескадронців». Між цими інститутами не було єдності — частина курултаївців стояла на позиціях угоди з більшовиками. Російське офіцерство інстинктивно сомпатизувало Об'єднаному кримському штабу, хоч і не поділяло автономіських планів курултаївців. В офіцерських загонах номінально перебувало до 2000 осіб, проте насправді службу несли лише чотири офіцерські роти по сто осіб.
Спроба блокувати більшовицький Севастополь з суші, здійснена Об'єднаним кримським штабом на початку січня 1918 року, провалилася — багаторазово переважаючі сили революційних матросів і червоногвардійців під командуванням офіцерів Толстова і Лященка (всього понад 7 тисяч багнетів) перекинулися за скасовану закіс.

### Встановлення радянської влади у січні 1918 року
Об'єднаний кримський штаб розраховував на Сімферополь як на свою оплоту і міцний тил. Але у ніч на 13 (26) січня 1918 року в місті відбулося радянське повстання — повстали робітники Сімферопольського авіабудівного заводу Артура Анатра та залізничники. Вони утворили Військово-революційний комітет і захоплювали ключові будівлі, роззброюючи частини, вірні Раді народних представників. На ранок 13 (26) січня 1918 року червоними було взято Бахчисарай. До 5-ї години дня того ж дня Сімферополь майже без бою перейшов до рук прихильників радянської влади. 14 (27) січня 1918 року до міста увійшли загони севастопольців.
У місті відразу ж почалися арешти та безсудні страти. Керували терором Жан Міллер, Чистяков та Якимочкін. Офіцерів та найбільш шанованих городян було вбито понад сто. Значну їх частину, зібравши у в'язниці, вбили прямо на її подвір'ї (понад шістдесят). Було вбито майже всі чини Кримського штабу, числом близько п'ятдесяти осіб, на чолі з начальником штабу підполковником Макухою (в інших джерелах — В. В. Макухін), виданим за 50 рублів сусідом-татарином. На сімферопольському залізничному вокзалі, де революційні загони влаштували свій опорний пункт, схоплених офіцерів забивали до смерті прикладами, кололи багнетами. Декілька офіцерів кинули живими в паровозні топки. Розстрілювали навіть офіцерів-інвалідів. Загальна кількість жертв терору в перші дні після встановлення в місті радянської влади доходила, згідно з даними Комісії ВРЮР з розслідування злочинів більшовиків, до 200 осіб, тоді як радянські дослідники називали навіть більше — за їх даними в Сімферополі всього було вбито до 700 офіцерів.
Були вбиті секретар кадетського губернського комітету Н. Зайцев та його родичі, підприємець і благодійник, міський голосний, соціаліст, співробітник товариства «Дитяча допомога», голова санітарного піклування, жертвувач Червоного хреста, учасник революції 1905 Ф. Шнейдер . Свідок згадував — «потім, коли ці пани довідалися про все, що покійний робив тут для найбіднішого населення, вони з'явилися до труни просити у трупа вбитого Шнейдера прощення». У Маслова, діда 70 років, провели 16 обшуків. Під час останнього знайшли металеву попільничку, виготовлену у вигляді двох півкуль, що зовні нагадує гранату. По-звірячому вбито на Севастопольському шосе з поясненням: «бач, старий буржуй, у тебе були бомби!» 
14 (27) січня 1918 року було розстріляно отця Іоанна Углянського, священика Покровської церкви села Сабли. Вбивці пограбували його тіло, знявши з трупа обручку, золоту каблучку і годинник. Зібравши сільських жителів, червоногвардійці заборонили під страхом смерті піддавати його тіло землі, сказавши: «Нехай його собаки з'їдять». Майже два тижні його тіло пролежало непохованим. Розграбування й осквернення зазнали сімферопольські храми. У архієпископа Сімферопольського Димитрія було проведено обшук. «Усе зламувалося і розкривалося. В архієрейську церкву бандити йшли з цигарками в зубах, у шапках, багнетом прокололи жертовник і престол. У храмі духовного училища зламали жертовник… Єпархіальний свічковий завод розгромили, вино випили… Загалом збитків заподіяли більш ніж на мільйон рублів», — описував те, що відбувалося, очевидець.
Одночасно в місті відбувалося розкрадання цінних запасів — були пограбовані гарнізонні інтендантські склади.

### Терор після декрету Раднаркому від 21 лютого 1918 року
До кінця січня 1918 року фінансове життя на півострові занепало. Кримська скарбниця була порожня. Робітникам, морякам флоту та службовцям не було чим платити заробітну плату, нема на що закуповувати продовольство та інше. Більшовицькі ревкоми, яким де-факто належала влада, вирішили застосувати «контрибуції» — певні та величезні суми, які у дуже обмежений термін мали вносити на користь порад названі ними особи, окремі соціальні групи («буржуї»), цілі адміністративні одиниці. Внести таку величезну суму було неможливо. Тоді почали брати заручників, як гарантів виконання контрибуції, з-поміж родичів тих, хто мав її вносити. Невиконання контрибуцій послужило одним із приводів до безсудних розправ, що сталися по всьому Криму в останній декаді лютого 1918 року. Саме Сімферополь був обкладений контрибуцією в 10 мільйонів рублів. Усі приватні підприємства міста були націоналізовані, як і домоволодіння «буржуазії».
Безпосереднім поштовхом до нового витку терору став декрет Ради народних комісарів «Соціалістична вітчизна у небезпеці!», Від 21 лютого 1918 року у зв'язку з початком німецького наступу на зруйнованому демобілізацією Російської армії Східному фронті. Декрет повертав страту, скасовану II з'їздом Рад. Причому правом безсудного розстрілу наділялися червоногвардійці. Ось характерні витримки: «6) У ці батальйони мають бути включені всі працездатні члени буржуазного класу, чоловіки та жінки, під наглядом червоногвардійців; 8) Ворожі агенти, контрреволюційні агітатори, німецькі шпигуни розстрілюються на місці злочину». На додаток до загального декрету, широко розтиражованого радянською печаткою Криму, Чорноморському Центрофлоту прийшла окрема телеграма від члена колегії народного комісаріату з морських справ Федора Раскольникова, яка наказувала «шукати змовників серед морських офіцерів і негайно задавити». Декрет та телеграма впали на підготовлений ґрунт.
Загін севастопольських матросів-анархістів на чолі з С. Шмаковим, спрямований Севастопольською радою на Україну для опору німецькому наступу, «по дорозі», в ніч на 24 лютого 1918 зробив арешти «осіб, що належать до буржуазного класу» і розстріляв у Сімферополі 170 осіб з числа осіб, «найбільш відомих своєю контрреволюційною діяльністю» та «буржуїв, які не внесли контрибуцію». Матроси, що увійшли в раж, навіть спробували розігнати Сімферопольську раду.

## Терор кінця 1920—1921 років

### Стихійний терор
Частини Червоної армії увійшли до Сімферополя 12 листопада 1920 року. Як згадував очевидець подій:
|  | Увійшовши в місто, солдати накидалися на жителів, роздягали їх і тут же, на вулиці, надягали на себе забраний одяг, жбурляючи свій пошматований солдатський нещасному роздягненому. Бували випадки, що один і той самий громадянин по чотири рази піддавався подібному переодяганню, тому що наступний за першим солдат опинявся ще обірванішим і спокушався більш цілим одягом свого попередника і т. д. Хто тільки міг із жителів, поховалися по підвалах і затишних місцях, боячись потрапляти на очі озвірілим червоноармійцям... ...почався грабіж винних магазинів... Вино лилося усюди, заливало підвали і виливалося на вулиці. В одному підвалі у вині потонуло двоє червоноармійців, а Феодосійською вулицею від будинку виноторговця Христофорова тектиме доволі широкий струмок суміші червоного і білого вина, і червоноармійці, які проходили вулицею, черпали з нього іноді навіть шапками і пили вино разом із брудом. Командири самі випускали вино з бочок, щоб скоріше припинити пияцтво і відновити який-небудь порядок в армії. Пияцтво тривало цілий тиждень, а разом з ним і всілякі, часто найнеймовірніші насильства над жителями. |

У перший же тиждень було розстріляно 1800 осіб.

### Організована фаза терору
Після опублікування 17 листопада 1920 року Наказу № 4 Кримревкому про обов'язкову реєстрацію у триденний термін іноземців, осіб прибули до Криму в періоди відсутності там радянської влади, офіцерів, чиновників та солдатів армії Врангеля, зазначені категорії громадян почали з'являтися на реєстрацію. Вона тривала кілька днів. Тих, хто з'явився, записували, опитували, затримували і відправляли в казарми, причому зверталися дуже делікатно — були дозволені побачення з родичами жіночої статі (чоловіків не пускали, пояснюючи це тим, що той зможе помінятися із затриманими місцями), необмежені передачі продуктів харчування, книг, одягу іншого. Затримані вважали, що на них чекає висилка за межі Криму і ворожили, куди і навіщо їх відправлять. Але на шостий день все змінилося. Партію із приблизно двохсот затриманих із казарм перевели до міської в'язниці. Побачення з цією партією було заборонено.
На дев'ятий день серед білого дня вся ця група з двохсот офіцерів була виведена пішки з в'язниці в супроводі кінної охорони червоноармійців. Групу повели Алуштинським шосе в сад Кримтаєва, який розташовувався приблизно за п'ять верст. Там їх завели до будинку, де всю ніч допитували та катували. На світанку їх вивели в садок, розділивши на п'ять груп. Одну групу змусили викопати собі братську могилу, і, поставивши групу перед нею, розстріляли, при цьому трупи вбитих падали прямо у вириту яму. Другу групу змусили викопати нову могилу, землею з якої засипали могилу першої групи, і так далі, поки не була страчена вся партія.
Наступного дня з казарм у в'язницю було виведено нову партію офіцерів, яка повторила долю першої партії. Через короткий час казарми, в яких спочатку розмістилися до тисячі офіцерів, були порожні, а затримані були страчені. Розстріли проводилися у саду Кримтаева, а й у інших місцях, наприклад за вокзалом.
Родичів не пускали до місць страти. З двох татар-сторожів, які проживали в саду Кримтаєва і були свідками страт, один від побаченого збожеволів.
Дослідник Л. Абраменко, військовий юрист, який вивчав справи репресованих у Криму в період, що зберігається в Київських архівах, повідомив про розстрільні результати одного дня — 22 листопада 1920 року — того дня до розстрілу за груповими вироками в Сімферополі було засуджено 27, 117, 154 та 857 осіб. Одна з ухвал абсолютно унікальна навіть за кримськими мірками того періоду своєю чисельністю засуджених до смерті — за ним надзвичайною трійкою ВЧК при РВС Південного фронту у складі голови Манцева, членів Євдокимова та Бредіса було одночасно відправлено на смерть 857 полонених офіцерів Російської армії. Про страчених відомі лише їхні імена та військові звання: за цим списком було розстріляно 2 генерали, 54 полковники, 8 підполковників, 92 капітана, 145 поручиків, 313 підпоручників, 27 прапорщиків, 9 фельдшерів військових лазаретів, 16. У Київських архівах збереглися дані також за 24 листопада 1920 — того дня в Сімферополі до смерті засудили ще 269 осіб.

Генерал І. Данилов, який служив у штабі 4-ї армії РСЧА, згадував: 
|  | Околиці міста Сімферополя були сповнені смороду від трупів розстріляних, що розкладалися, яких навіть не закопували в землю. Ями за Воронцовським садом і в маєтку Кримтаєва оранжереї були повні трупами розстріляних, злегка присипаних землею, а курсанти кавалерійської школи (майбутні червоні командири) їздили за півтори версти від своїх казарм (колишнього Кінного полку) вибивати камінням золоті зуби з рота страчених, причому це полювання давало завжди велику здобич. Загальна цифра розстріляних в одному Сімферополі від дня вступу червоних у Крим до 1-го квітня 1921 року доходила до 20 000... |

Місця проведення страт і таємних поховань були оточені, але матері, дружини, діти страчених все одно пробиралися туди у спробах відшукати тіла своїх близьких для подальшого поховання, але їх хапали… і теж розстрілювали. Партію таких засуджених стратили в районі єврейського цвинтаря.
Оскільки в'язниць для утримання такої величезної кількості ув'язнених було недостатньо 8 грудня 1920 року в Сімферополі було створено концтабір, розрахований на 800 осіб і розміщений по вулиці Пушкінській, 20. З 1 січня по 1 липня 1921 через нього пройшло 1929 осіб арештованих і 4 засуджених до примусової праці у складі буржуазії. У перші місяці існування табору умови життя в ньому були жахливі: в'язні зазнавали систематичних знущань і побоїв з боку тюремної охорони, голодували та ходили в лахмітті. Відсутність медичного обслуговування (табірний лазарет мав лише 15 ліжко-місць) та можливості дотримання гігієни (не було лазні) створило небезпеку виникнення епідемії. Все перераховане стало причиною масової смертності та частих втеч. Табір проіснував до 15 грудня 1923 року. Крім розстрілів влада активно практикувала й інші види репресій — ув'язнення до виправно-трудових таборів та висилку з Криму.

### Оцінки кількості жертв
Масові вбивства в Сімферополі та окрузі тривали з листопада 1920 по березень 1921 років, потім їхня хвиля стала спадати, щоб зійти майже нанівець до травня 1921 року. За даними істориків Сергія Волкова та Юрія Фельштинського, почерпнутим з офіційних радянських джерел, у Сімферополі було страчено близько 20 000 осіб.

### Деякі жертви
- Євдокія Гаврусєва (1904—1920) — уродженка та мешканка селища Ханжемо міста Карасубазара, учениця. На допиті вона показала, що якийсь офіцер, який приїхав із Севастополя, попросив її допомогти знайти загін зелених;[18]
- Євген Йогансон (1867—1920) — дворянин, уродженець Москви, вчений, лікар-психіатр Сімферопольської психіатричної лікарні. Після його арешту до спеціального відділу звернувся весь штат цієї лікарні та інших лікарень міста. Прохання про пом'якшення покарання, яке підписали 111 осіб, задоволено не було;[18]
- Лев Кузьмін (?—1920) — голова Кримського товариства вічних воїнів, яке здійснювало свою благодійну діяльність разом із товариством Червоного Хреста;[18]
- Іван Спано (1874 — після березня 1921) — уродженець Сімферополя, священик місцевої православної церкви. Розстріляний за те, що відвідавши місцевий ревком із протестом проти перешкод, що чиняться віруючим у відвідуванні церкви, погрожував радянській владі «божою карою». Прихожани церкви Іван (Іона) Лазаревич, Володимир Канакі і Спіридон Канакі, які клопоталися за свого священика, також були розстріляні.[18]

### Кати
Особливої популярності набули Микола Бистрих , Карл Данишевський, Юхим Євдокимов, Василь Манцев, Артур Міхельсон, Ернст Удріс.